# فسفر سرخ
فسفر سرخ یا فسفر قرمز نوعی آلوتروپ فسفر. سمی و آتش‌گیر نیست. در کربن دی سولفید حل نمی‌شود. واکنش پذیری آن از از فسفر سفید کم‌تر است. ساختار بلوری به درستی آشکار نیست؛ اما به نظر می‌رسد که شبیه جامدهای کووالانسی است؛ از این رو، نقطه ذوب آن ۵۸۵ تا ۶۰۰ درجه سانتیگراد است. در ۴۲۳ درجه سانتیگراد افرازش می‌یابد بیشتر از فسفر سفید کاربرد دارد.

## تهیه
از گرما دادن فسفر سفید در حدود ۳۰۰ درجه سانتیگراد در ظرف‌های سر بسته.

## کاربرد
تهیه فسفریک اسید و ترکیب‌های فسفر، نیم رساناها، کبریت بی خطر، کود شیمیایی، برنز فسفر دار، در صنایع، در آتش بازی